# SKK Student Mostar
Studentski košarkaški klub Student je bosanskohercegovački košarkaški klub iz Mostara, Stjepana Radića 84A.
Osnovan je 2012. godine. Djeluje unutar Sportske udruge studenata Studentskog centra hrvatskog Sveučilišta u Mostaru.) 
Udruga radi na načelu američkih sveučilišta. Košarkašima i drugim športašima omogućeno je usporedno baviti se športom i studirati na mostarskom Sveučilištu, besplatan smještaj i tri obroka, korištenja fitnesa, te maksimalnog prilagođavanja njihovim studentskim obvezama u Studentskom centru u Mostaru, na glasu kao daleko najbolji studentski dom u BiH
Od sezone 2012./13. SKK Student natječe se u nastupa u A1 ligi Herceg Bosne. Već u toj prvoj sezoni u izborili su nastup u Ligi 4 za prvaka, a u doigravanju osvojili su treće mjesto, iza novog prvoligaša Brotnja, te drugoplasiranog Viteza. Student je u ligi dvaput pobijedio Viteza i na svom terenu Brotnjo. Sezone 2013./14. u poluzavršnici doigravanja poraženi su od Viteza, poslije prvaka Lige Herceg - Bosne. Nastupili su potom i u Regionalnoj sveučilišnoj ligi, uz igrače Sveučilišta iz Beograda, Podgorice, Splita, Novog Sada i Rijeke.
Klub su vodili Boris Džidić i od studenoga 2014. na Džidićev poziv Samir Lerić.
Sezone 2014./15. pobijedili su u Ligi Herceg-Bosne i u doigravanju izborili plasman u Prvu ligu BiH, s ukupno 17 pobjeda i samo dva poraza, od toga 5:0 u doigravanju. Vodio ih je Boris Džidić, pomoćni trener Samir Lerić, a fizioterapeut bio je Franjo Bubalo. Momčad je činilo 10 studenata i jedan profesor, od toga 7 boravi u Studentskom centru Mostar, i bili su najmlađa momčad ovih prostora i najjeftinija momčad u drugoj ligi. Unatoč mlada prosjeka godina od samo 22,9, momčad je proglašena najiskusnijom ekipom. Iz ove generacije isticali su se kapetan Ivan Bogdanović, Ivica Širić i Mario Barbarić. Ostali igrači pobjedničke generacije bili su studenti Mirko Đerek, Nikola Ivišić, Karlo Kovač, Obrad Vuković, Josip Penava, Berin Gudić, Mario Markota i profesor Ante Smolić. Još su igrali Dejan Marković, Ivan Marković, Josip Gunjača, Nino Pleština i Borna Očašić.
Sezone 2016./17. vodio ih je Domagoj Kujundžić s kojim su izborili plasman u Prvu ligu BiH-a, pobijedivši u završnici doigravanja košarkaške Lige Herceg-Bosne, nakon što su i u ligaškom dijelu izborili prvo mjesto na ljestvici.

## Vanjske poveznice
- SKK Student Mostar Facebook
- SKK Student Mostar Eurobasket